# Przędzalnia „Zawiercie”
Przędzalnia „Zawiercie” S.A. – polska przędzalnia bawełny, znajdująca się w Zawierciu. Założona w 1972 roku, od 2008 roku znajduje się w stanie upadłości. Do 1996 roku pod nazwą Przędzalnia Bawełny „Przyjaźń”.

## Historia
Przędzalnia była wynikiem porozumienia rządów PRL i NRD, a do przyczyn jej powstania należy zaliczyć nadmiar kobiecej siły roboczej w okolicy oraz zawierciańskie tradycje przemysłu bawełnianego (m.in. TAZ). Zakład zaprojektowało Centralne Biuro Projektów Przemysłu Włókienniczego w Lipsku, natomiast generalnym wykonawcą było Sosnowieckie Przedsiębiorstwo Budownictwa Przemysłowego. Wmurowanie aktu erekcyjnego miało miejsce 12 czerwca 1972 roku, natomiast w maju 1975 roku zakład został oddany do użytku.Zatrudnienie 3200.
Produkcja odbywała się przy zastosowaniu dwóch typów przędzarek, tj. klasycznych (obrączkowanych) oraz bezwrzecionowych. Produkcja była dostarczana Polsce oraz NRD po 50 procent. Szczególną popularnością cieszyły się tanie wyroby z przędzy zgrzebnej. 1 października 1992 roku, po porozumieniu między Polską i Niemcami, zakład został przekształcony w spółkę z ograniczoną odpowiedzialnością. Rok później strona polska wykupiła udziały od Niemców. W 1996 roku nastąpiło przekształcenie zakładu w spółkę akcyjną oraz zmiana jego nazwy na Przędzalnia „Zawiercie” S.A.. Pod koniec XX wieku nastąpiło znaczne ograniczenie produkcji, a 29 października 2008 roku została ogłoszona upadłość zakładu.